# 블러드타이즈 (영화)
《블러드타이즈》(영어: Blood Ties)는 2013년 공개된 범죄 스릴러 영화이다. 2008년 프랑스 영화 《Les Liens du sang》의 리메이크 작품이다.
이 영화는 프랑스와 미국의 공동 제작이다. 2013년 10월 30일 프랑스에서는 마르스 디스트리뷔시옹을 통해, 2014년 3월 21일 미국에서는 로드사이드 어트랙션스를 통해 개봉되었다.

## 줄거리
1974년 살인죄로 12년 복역 후 가석방된 크리스 피어진스키는 뉴욕 형사인 동생 프랭크와 함께 살게 된다. 크리스는 마약 중독에 빠졌으며 매춘부가 된 전처 모니카와 재회하고, 두 사람 사이에는 아들과 딸이 있다. 누나 마리와 아픈 아버지 리언은 크리스와 프랭크가 서로 잘 지내기를 바란다.
한편 프랭크는 범죄자 앤서니 스카포를 체포하는 과정에서 전 여자친구 버네사를 다시 만나게 되고, 앤서니의 아이를 가진 버네사는 프랭크와 재결합한다. 이로 인해 수감된 앤서니는 분노한다.
크리스는 새 여자친구 내털리와 함께 정직하게 살려고 노력하지만, 돈 때문에 다시 범죄에 손을 대기 시작한다. 프랭크는 어쩔 수 없이 크리스를 덮어주다가 결국 그를 내쫓는다. 두 형제는 주먹다짐을 벌이고, 크리스는 “금요일에 보자”는 말을 남긴다.
그 금요일, 프랭크는 동료들과 함께 끔찍한 장갑차 강도 사건 현장에 출동한다. 크리스가 이 사건에 연루되어 있다는 사실을 알게 된 프랭크는 갈등하다가 결국 크리스의 어깨에 총을 쏜 뒤 그가 도망치게 한다.
이후 경찰을 사직한 프랭크와 달리 크리스는 작은 범죄 조직을 키워나간다. 출소한 앤서니는 프랭크에게 복수하려 하고, 이 음모를 알게 된 크리스는 스스로를 보호할지 아니면 앤서니를 막을지 선택해야 하는 상황에 놓인다.

## 출연진
- 클라이브 오언 - 크리스 피어진스키 역
- 빌리 크루덥 - 프랭크 피어진스키 형사 역
- 마리옹 코티야르 - 모니카 더마토 역
- 밀라 쿠니스 - 내털리 역
- 조이 살다나 - 버네사 역
- 마티아스 스후나르츠 - 앤서니 스카포 역
- 제임스 칸 - 리언 피어진스키 역
- 노아 에머릭 - 커넬런 경위 역
- 릴리 테일러 - 마리 피어진스키 역
- 찰리 테이핸 - 마이클 피어진스키 역
- 도미닉 롬바도지 - 마이크 역
- 제이미 헥터 - 닉 형사 역
- 존 벤티밀리아 - 벌렌티 형사 역
- 그리핀 던 - 맥낼리 역
- 이브 휴슨 - 이본 역
- 데이지 테이핸 - 로빈 피어진스키 역
- 올레크 크루파 - 토미 역
- 율 바스케스 - 파비오 데소토 역

## 기타 제작진
- 총괄 제작: 뱅상 마라발
- 미술: 포드 휠러
- 세트: 체리시 머게니스, 헤더 레플러
- 분장: 선데이 잉글리시
- 의상: 마이클 클랜시
- 음향 감독: 장 구디에
- 시각 효과: 알랭 카르수, 조르주 토르네로
- 조감독: 마티아스 오노레